# Лукашин, Антон Сергеевич
Антон Сергеевич Лукашин (бел. Антон Сяргеевіч Лукашын; род. 21 февраля 1995, Гродно) — белорусский футболист, нападающий.

## Клубная карьера
Воспитанник ДЮСШ «Белкард» в Гродно. В 2012 году начал выступать за дубль «Немана», где в следующем году закрепился в команде. Во второй половине 2014 года был вызван в основную команду, дебютировав в Высшей лиге 2 ноября 2014 года в матче против «Минска» (1:2), выйдя на замену во втором тайме.
В 2015 году выступал за дубль «Немана», забив за сезон 11 голов. В апреле 2016 года был отдан в аренду «Лиде» до конца сезона. В апреле 2017 года аренда была продлена ещё на один сезон.
В феврале 2018 года перешёл в «Гранит» из Микашевичей. С 8 голами он стал лучшим бомбардиром команды в сезоне 2018. В январе 2019 года, вернувшись из аренды в Гродно, начал подготовку к новому сезону в составе «Немана». В первоначальную заявку команды на сезон он не попал, однако 1 июня 2019 года сыграл за дубль «Немана» в матче против мозырьской «Славии». В дальнейшем регулярно участвовал в играх дубля.
В июле 2019 года перешёл на правах аренды в «Лиду», где часто выходил на замену. В начале 2020 года он тренировался с командой «Неман», а в феврале перешёл в «Гранит» из Микашевичей. Однако в апреле из-за финансовых проблем он покинул команду и стал игроком «Спутника» из Речицы, которому помог выиграть Первую лигу. В декабре 2020 года покинул клуб.

## Статистика
| Сезон    | Дивизион | Клуб    | Страна        | Матчи | Голы |
| -------- | -------- | ------- | ------------- | ----- | ---- |
| 2012     | дубль    | Неман   | Флаг Беларуси | 8     | 0    |
| 2013     | дубль    | Неман   | Флаг Беларуси | 21    | 4    |
| 2014     | Д1       | Неман   | Флаг Беларуси | 3     | 0    |
| 2015     | дубль    | Неман   | Флаг Беларуси | 19    | 11   |
| 2016     | Д2       | Лида    | Флаг Беларуси | 26    | 4    |
| 2017     | Д2       | Лида    | Флаг Беларуси | 30    | 1    |
| 2018     | Д2       | Гранит  | Флаг Беларуси | 28    | 8    |
| 2019 (1) | дубль    | Неман   | Флаг Беларуси | 7     | 2    |
| 2019 (2) | Д2       | Лида    | Флаг Беларуси | 9     | 0    |
| 2020     | Д2       | Спутник | Флаг Беларуси | 20    | 2    |

## Достижения

### «Спутник»
- Чемпион Первой лиги Беларуси: 2020